# Comuna Vîdrîci, Kamin-Kașîrskîi
Vîdrîci (în ucraineană Видричі) este o comună în raionul Kamin-Kașîrskîi, regiunea Volînia, Ucraina, formată din satele Dubrovîțea, Teklîne și Vîdrîci (reședința).

## Demografie
Componența lingvistică a satului Vîdrîci
     Ucraineană (99,81%)
     Alte limbi (0,19%)
Conform recensământului din 2001, majoritatea populației satului Vîdrîci era vorbitoare de ucraineană (99,81%), existând în minoritate și vorbitori de alte limbi.